# 格奧爾格·阿格里科拉

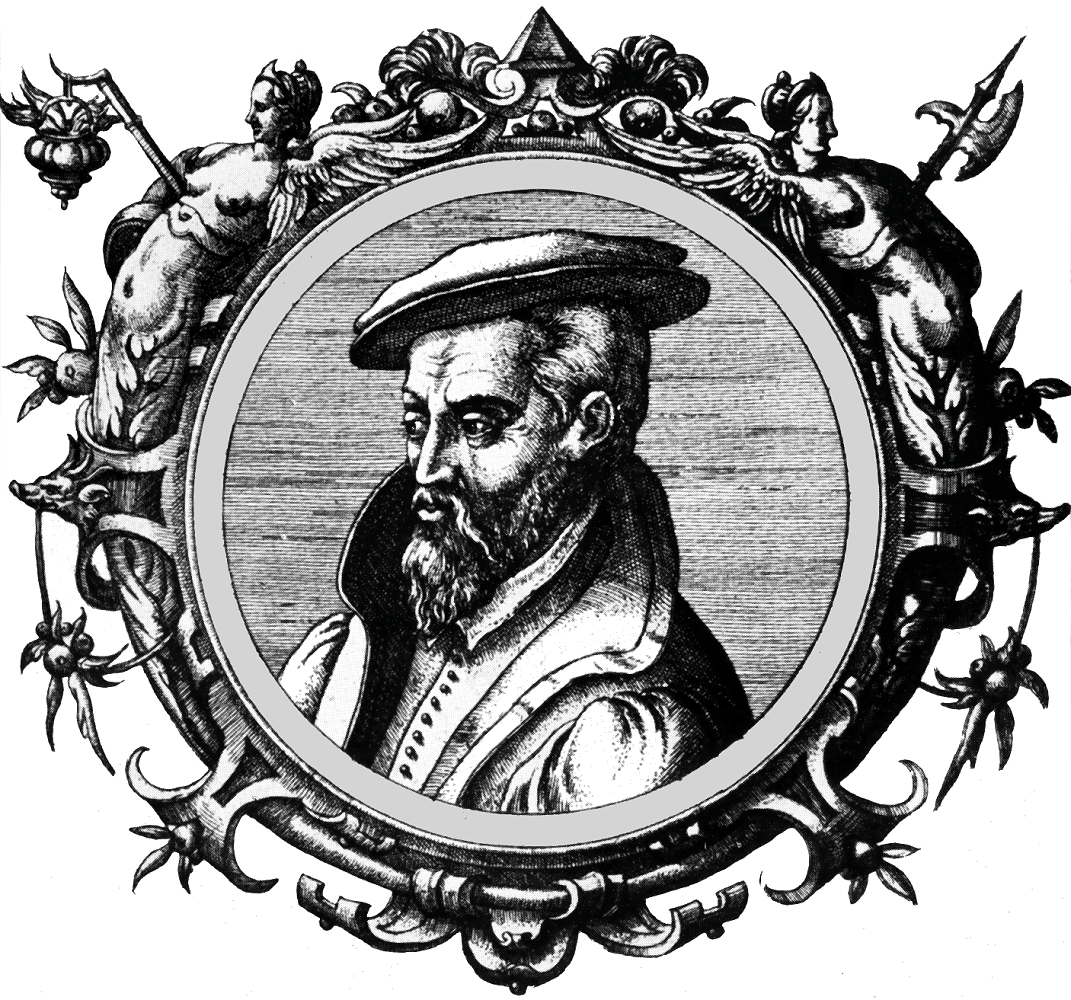
格奧爾格·阿格里科拉

格奥爾格乌斯·阿格里科拉（拉丁語：Georgius Agricola，將姓名拉丁化乃當時一种風尚。1494年3月24日—1555年11月21日），德國學者，被誉为“矿物学之父”。

## 生平
阿格里科拉生於萨克森的格勞豪，早年在萊比錫學習古典語文，後到義大利學醫，回國後將興趣轉到礦物學。1530年移居到採礦業發達的开姆尼茨作研究，曾擔任當地的市醫、市長，1555年卒於當地。時新教運動在开姆尼茨如火如荼，由於阿格里科拉堅持天主教信仰，死後受當地新教徒的反對而無法葬於當地。

## 著作
阿格里科拉反对认为矿石有雌雄，有医疗和超自然力量的想法，在《论地下矿藏的起源和成因》中，阿格里科拉引入了岩浆的思想。认为混有雨水的地下水在渗透地层时聚集了大量的矿物质，之后凝聚为岩石。在《论化石的性质》中，他使用颜色、重量、透明度、味道、气味、质地、溶解性和可燃性等性质对矿物进行分类，这是对早期著作的巨大改进。
1556年，阿格里科拉的遺作《論礦冶》出版，這部著作总结了当时所使用的冶炼方法、矿业机械、矿山管理方式，因此被譽為西方礦物學的開山之作，汤若望曾译成中文，名为《坤舆格致》。1912年，當時還是工程師的胡佛將此書譯成英文，刊於《礦冶雜志》（Mining Magazine）上。

## 外部連結
1. ↑  阿格里科拉研究中心: "Wer ist Georgius Agricula?" .   [2007-06-26]. （原始内容存档于2007-06-26）.
2. ↑  J·丹第斯 S·米歇尔 E·吐梯尔. . 四川辞书出版社. : 9–10.

- 《論礦冶》的拉丁文原文